# 铁城山古城
铁城山古城，位于中国青海省同仁县保安乡保安村，为第四批青海省文物保护单位，公布日期为1986年5月27日，类型为古遗址。
铁城山古城的历史年代为待定。